# Le Grand-Abergement
Le Grand-Abergement ([lə ɡʁã.t‿abɛʁʒəmã] ) ist eine ehemalige französische Gemeinde mit 111 Einwohnern (Stand 1. Januar 2019) im Département Ain in der Region Auvergne-Rhône-Alpes. Sie gehörte zum Arrondissement Belley. Die Bewohner werden Pofs genannt.
Der Erlass des Präfekten vom 29. September 2015 legte mit Wirkung zum 1. Januar 2016 die Eingliederung von Le Grand-Abergement als Commune déléguée zusammen mit den früheren Gemeinden Hotonnes, Le Petit-Abergement und Songieu zur Commune nouvelle Haut Valromey fest.
Der Erlass der Präfektin vom 13. September 2024 legte mit Wirkung zum 1. Januar 2025 die Eingliederung von Haut Valromey zusammen mit der früheren Gemeinde Ruffieu zur neuen, gleichnamigen Commune nouvelle Haut Valromey fest. Le Grand-Abergement besitzt seitdem wie die bisherigen Communes déléguées keinen derartigen Status mehr.

## Geografie

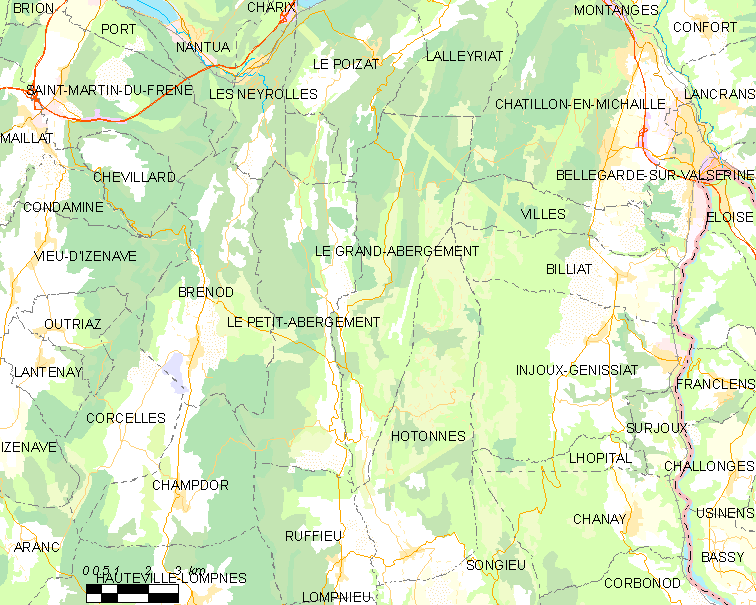
Karte von Le Grand-Abergement

Le Grand-Abergement liegt etwa 39 Kilometer südöstlich von Bourg-en-Bresse und etwa 38 Kilometer westnordwestlich von Annecy in der Région naturelle des Bugey. Das Bauerndorf erstreckt sich in der Talschaft des oberen Valromey in einer Mulde am östlichen Talhang des Séran, am Fuß des breiten Höhenzuges des Crêt du Nu. Das Zentrum liegt auf etwa 820 m Höhe.
Zu Le Grand-Abergement gehörten zahlreiche Hofgruppen und Einzelhöfe auf dem Jurahochplateau.
Umgeben wird Le Grand-Abergement von den Nachbargemeinden Le Poizat-Lalleyriat im Norden, Valserhône im Nordosten, Villes im Osten, von den Ortsteilen von Haut-Valromey, Hotonnes im Südosten, Ruffieu im Süden und Le Petit-Abergement im Westen sowie von der Nachbargemeinde Les Neyrolles im Nordwesten.

## Geschichte
Das Ortsgebiet von Le Grand-Abergement war schon sehr früh besiedelt. Es wurden Mauerfundamente einer römischen Villa gefunden. Erstmals urkundlich erwähnt wird der Ort im Jahre 1198 unter den Namen Alberjament und Albergamenti; von 1365 ist die Bezeichnung Albergement überliefert. Seit seiner ersten Nennung bildete Le Grand-Abergement eine Pfarrei, die vom Kloster Nantua abhängig war. Im Mittelalter stand das Dorf unter der Oberhoheit der Grafen von Savoyen. Mit dem Vertrag von Lyon gelangte Le Grand-Abergement im Jahre 1601 an Frankreich.

## Bevölkerungsentwicklung
| Jahr                       | 1962 | 1968 | 1975 | 1982 | 1990 | 1999 | 2006 | 2016 |
| Einwohner                  | 148  | 116  | 87   | 80   | 96   | 108  | 103  | 134  |
| Quellen: Cassini und INSEE |      |      |      |      |      |      |      |      |

Nachdem die Einwohnerzahl in der ersten Hälfte des 20. Jahrhunderts deutlich abgenommen hatte, verblieb die Bevölkerungszahl seit Mitte der 1970er Jahre auf annähernd konstantem Niveau.

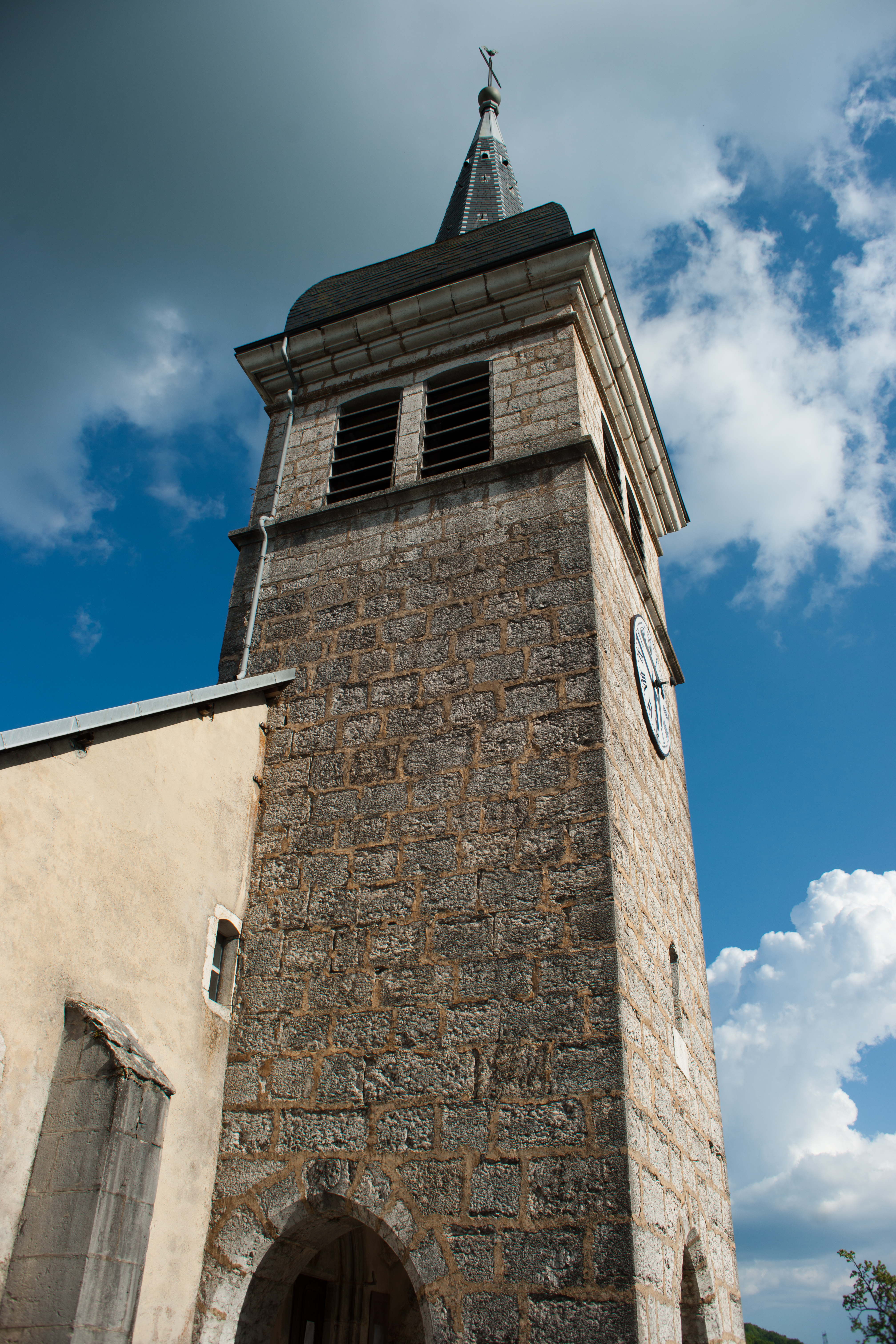
Turm der Kirche Saint-Amand

## Sehenswürdigkeiten
Die Pfarrkirche Saint-Amand wurde in gotischen Stilformen erbaut. Im Ortskern und auf den Jurahöhen sind zahlreiche Bauernhäuser im traditionellen Stil aus dem 17. bis 19. Jahrhundert erhalten. Die Chapelle de Vézeronce auf dem Plateau de Retord wurde im 19. Jahrhundert restauriert.

## Wirtschaft
Le Grand-Abergement war bis weit ins 20. Jahrhundert hinein ein vorwiegend durch die Landwirtschaft und Forstwirtschaft geprägtes Dorf. Noch heute leben die Bewohner überwiegend von der Tätigkeit im ersten Sektor. Einige Erwerbstätige sind auch Wegpendler, die in den größeren Ortschaften der Umgebung ihrer Arbeit nachgehen.
Die Hochfläche des Plateau de Retord hat sich in den letzten Jahrzehnten zu einem beliebten Wintersportgebiet entwickelt. Es ist dank seiner großen Ausdehnung vor allem auf den nordischen Skisport ausgerichtet, doch gibt es bei Les Plans-d’Hotonnes (Ortsteil Hotonnes) auch einige kurze Abfahrtspisten, die durch mehrere Skilifte erschlossen sind.